# Povratak Svete obitelji u Nazaret
Povratak Svete obitelji u Nazaret, također poznat kao povratak iz Egipta, javlja se u izvješćima o ranom Isusovom životu u kanonskim evanđeljima. 
Oba evanđelja koja opisuju Isusovo rođenje slažu se, da je rođen u Betlehemu, a potom se preselio sa svojom obitelji da živi u Nazaretu. Evanđelje po Mateju opisuje kako su Josip, Marija i Isus otišli u Egipat kako bi izbjegli ubijanje nevine dječice Heroda Velikoga. 
Evanđelist Matej ne spominje Nazaret kao prethodni dom Josipa i Marije; on kaže da se Josip bojao otići u Judeju jer je Herod tamo vladao i zato je obitelj umjesto toga otišla u Nazaret. Lukino evanđelje, s druge strane, ne bilježi ništa o bijegu u Egipat, ali kaže da je Josip prije živio u Nazaretu i vratio se tamo nakon prikazanja Isusa u hramu.
U Mateju 2,23, za povratak u Nazaret rečeno je kako je to ispunjenje proročkih riječi: "On će se zvati Nazarećanin". Nije jasno koji bi stih iz Staroga zavjeta Matej imao na umu; mnogi komentatori sugeriraju da je to Izaija 11, 1, gdje piše: "Jišajev izdanak, dignut kao stijeg narodima, puci će željno tražiti. I prebivalište njegovo bit će slavno." 
Povratak Svete obitelji iz Egipta često je bio predmet umjetničkog predstavljanja.